# Nutabes
Los nutabes (nutabés o nutabae) son un pueblo indígena que habita en el cañón del río Cauca, su centro era el desaparecido corregimiento de Orobajo, municipio de Sabanalarga (Antioquia), en Colombia. Según las crónicas de la época, a mediados del siglo XVI, este pueblo habitaba entre el río Cauca y el río Porce, en el Valle de Aburrá, en los actuales municipios como Itagüí, Envigado y Sabaneta; también en los municipios de Toledo, San Andrés de Cuerquia, Sabanalarga, Santa Rosa de Osos, Peque e Ituango.

## Historia
Según algunos cronistas de las crónicas del siglo XVI, la población Nutabe se diferenciaba  por su organización social, sus actividades económicas y sus vestidos. De acuerdo con investigadores, la lengua de los nutabes se clasifica dentro de la familia lingüística chibcha. Eran los Nutabes agricultores en esencia, especialmente del maíz y el fríjol, los frutales e incluso el algodón. También, en otros campos económicos, fueron pescadores y además, mineros; extraían oro de aluviones de terreno y del río Medellín.

## Organización sociopolítica
Su sociedad estaba estructurada en pequeños cacicazgos de carácter hereditario, diseminados individualmente y carentes de algún poder central. No obstante, frente a la conquista española (y frente a otras situaciones de incidencia general), estas tribus solían unirse de un modo por decirse así federado en torno al cacique que hubiese demostrado más valor en alguna de sus faenas guerreras. Los nutabes a pesar de pertenecer a un conjunto de tribus pacíficas de la zona antioqueña eran reconocidos también como típicamente guerreros al momento de proteger su territorio. El cacique Mestá logró derrotar a los primeros conquistadores europeos. Cuando llegaron los españoles, el mando de la tribu fue ejercido por un cacique de nombre Guarcama.
En la época colonial fue reconocido por la legislación española, el “Resguardo Indígena de San Pedro de Sabanalarga”, que para 1811 abarcaba 875 kilómetros cuadrados, en la zona que hoy conocemos como municipios Sabanalarga, Peque e Ituango. hacia 1830 el resguardo fue disuelto por la Nueva Granada.
A finales del siglo XX los Nutabes tenían como su cacique a Virgilio Sucerquia, asesinado en 1998. En 2014 eligieron el Cabido Indígena Nutabe de Orobajo. Orobajo fue inundado por el embalse Hidroituango en el 2018.

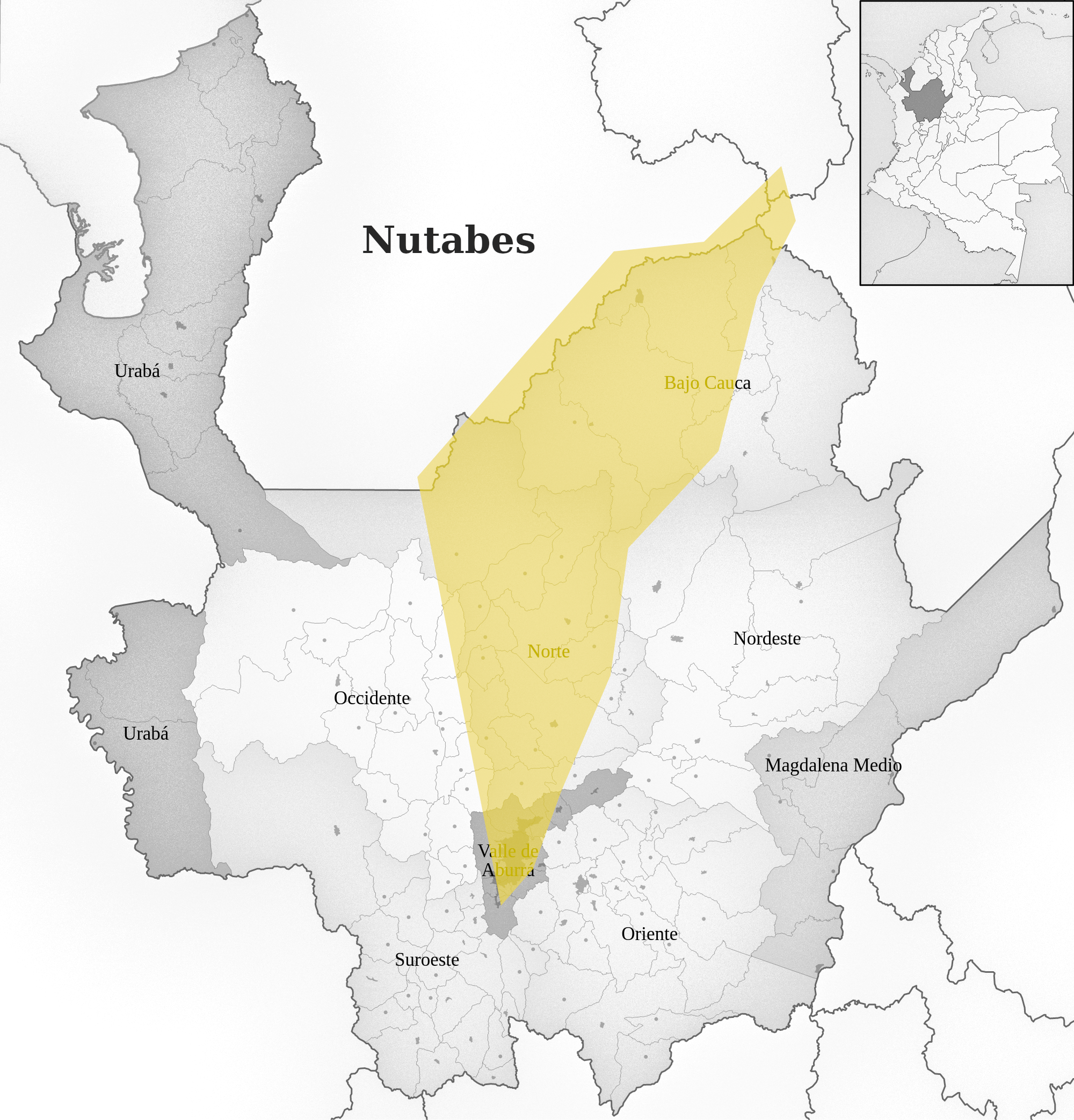

## Economía
Los nutabes comerciaban con tribus vecinas mediante un puente estratégico construido sobre el río San Andrés, en su desembocadura. Este puente, conocido en lengua indígena como Bredunto, fue rebautizado como Pescadero tras la conquista española. El puente desempeñó un papel fundamental en la vida social y económica del pueblo nutabe.
Durante el proceso de conquista, los indígenas lo derribaron como acto de resistencia. Posteriormente, debido a su importancia estratégica, fue reconstruido por Andrés de Valdivia, miembro de las huestes conquistadoras.

## Reasentamiento
En 2019, 57 de las familias Nutabe que estaban dispersas en varios municipios de la zona de influencia del proyecto Hidroituango, acordaron establecerse juntas en un territorio colectivo, en el municipio de Ituango. Para el efecto fue adquirido un predio de 533 hectáreas, escogido por la comunidad.